# Индийская кукушка
Индийская кукушка (лат. Cuculus micropterus) — вид птиц семейства кукушковых. Выделяют два подвида.

## Описание
Индийская кукушка достигает длины 32—33 см и массы около 119 г. Выражен половой диморфизм. У взрослых самцов верхняя часть тела тёмно-серая, спина с коричневатым оттенком. Боковые стороны хвоста с белыми полосками, широкая субтерминальная полоса чёрного цвета. Нижняя часть тела бледно-пепельного и белого цвета с широко разделёнными чёрными полосами. Окологлазное кольцо от серого до жёлтого цвета, радужная оболочка коричневая. Надклювье чёрное, подклювье зеленоватое с жёлтым основанием, ноги жёлтые. У взрослых самок горло бледно-серое, а грудь буроватая. У молодых особей верхняя часть тела с широкими рыжеватыми и белыми полосами. Голова и шея с широкими белыми полосами, хвост более рыжеватый. Нижняя часть тела охристая, испещрена чёрными полосами.

## Ареал
Перелётная птица: зимует в Индии, Индокитае, Индонезии. Летом гнездится в восточной части КНР, проникая на север в зону муссонных высокоствольных лесов Дальнего Востока. На территории РФ индийская кукушка отмечается летом в период гнездования, её гнездовой ареал в России распадается на несколько несмежных участков вдоль границы с Китаем. Наиболее частотно вид отмечается в широколиственных и светлохвойных лесах среднего течения Амура (Амурская область, Еврейская АО), а также местами по долинам притоков р. Уссури. Также имеется небольшой географически оторванный участок в районе Чёрных гор на крайнем юге Приморья.

## Поведение
В отличие от обыкновенной кукушки, индийская кукушка гораздо более скрытна и осторожна. Даже в брачный период птицы этого вида предпочитают скрываться в гуще высокоствольных деревьев. Вид является малоизученным, поскольку к индийской кукушке трудно подобраться незамеченным, и очень сложно наблюдать за ней. Именно по этой причине первые две кладки яиц индийской кукушки, обнаруженные в 1939 и 1954 годах в бассейне р. Иман (приток Уссури) в гнёздах сибирского жулана (Lanius cristatus), известный исследователь-зоолог Е. П. Спангенберг принял за яйца обыкновенной кукушки.

## Примечательные факты
В месте слияния рек Большая Абрикосовка и Малая Абрикосовка (Хасанский район) расположено урочище Абрикосовая падь, где встречаются сразу три вида кукушковых: (глухая кукушка (Cuculus optatus), ширококрылая кукушка (Hierococcyx hyperythrus) и индийская кукушка (Cuculus micropterus)